# Władimir Jegorow (kontradmirał)
Władimir Aleksandrowicz Jegorow, ros. Владимир Александрович Егоров (ur. 1904, zm. 1996) – radziecki kontradmirał.

## Życiorys
Od marca 1942 do 3 września 1945 był szefem zarządu artylerii Marynarki Wojennej ZSRR.
18 kwietnia 1943 został mianowany kontradmirałem. 28 czerwca 1945 został nagrodzony Orderem Nachimowa I klasy, który został mu wręczony 6 listopada 1953.
Od sierpnia 1951 ze stanowiska starszego wykładowcy Katedry Systemów Kierowania Ogniem fakultetu artyleryjskiego Akademii Marynarki Wojennej Budowy Okrętów i Uzbrojenia im. A.N. Kryłowa został przeniesiony na stanowisko komendanta nowoorganizowanej Wyższej Szkoły Marynarki Wojennej Inżynierów Uzbrojenia w Leningradzie - uczelnią dowodził do jej rozformowania w 1961.